# Rollingergrund
Rollingergrund (Luxemburgs: Rollengergronn, Duits: Rollingergrund) is een plaats en voormalige gemeente in Luxemburg. Rollingergrund omvat het grootste deel van Rollingergrund-Belair Nord, een van de stadsdelen van Luxemburg, in het noordwesten van de stad.

## Geschiedenis
Rollingergrund behoorde tot de gemeente Eich, tot het in 1849 een zelfstandige gemeente werd met Rollingergrund als hoofdplaats. De gemeente omvatte de kadastrale secties Rollingergrond, Roudebierg, Limpertsberg, Septfontaines, en delen van de secties Muhlenbach en Reckendall. Per 1 juni 1920 werden de gemeentes Rollingergrund, Hamm en Hollerich samengevoegd met de hoofdstad, een maand later volgde ook Eich.
Rond 1766 werd in Rollingergrund een faiencefabriek opgericht door de familie Boch. De fabriek was een van de voorlopers van Villeroy & Boch.

## Geboren
- Jean Zens (1832-1916), ondernemer en kunstschilder
- Michel Engels (1851-1901), kunstschilder
- Pierre Kipgen (1868-1934), houtbeeldhouwer en schrijnwerker
- Alice Mouzin (1868-1950), handwerkster, muze en echtgenote van Martin Monnickendam
- Corneille Lentz (1897-1937), kunstschilder
- Victor Engels (1892-1962), architect, kunstschilder, tekenaar

## Galerij

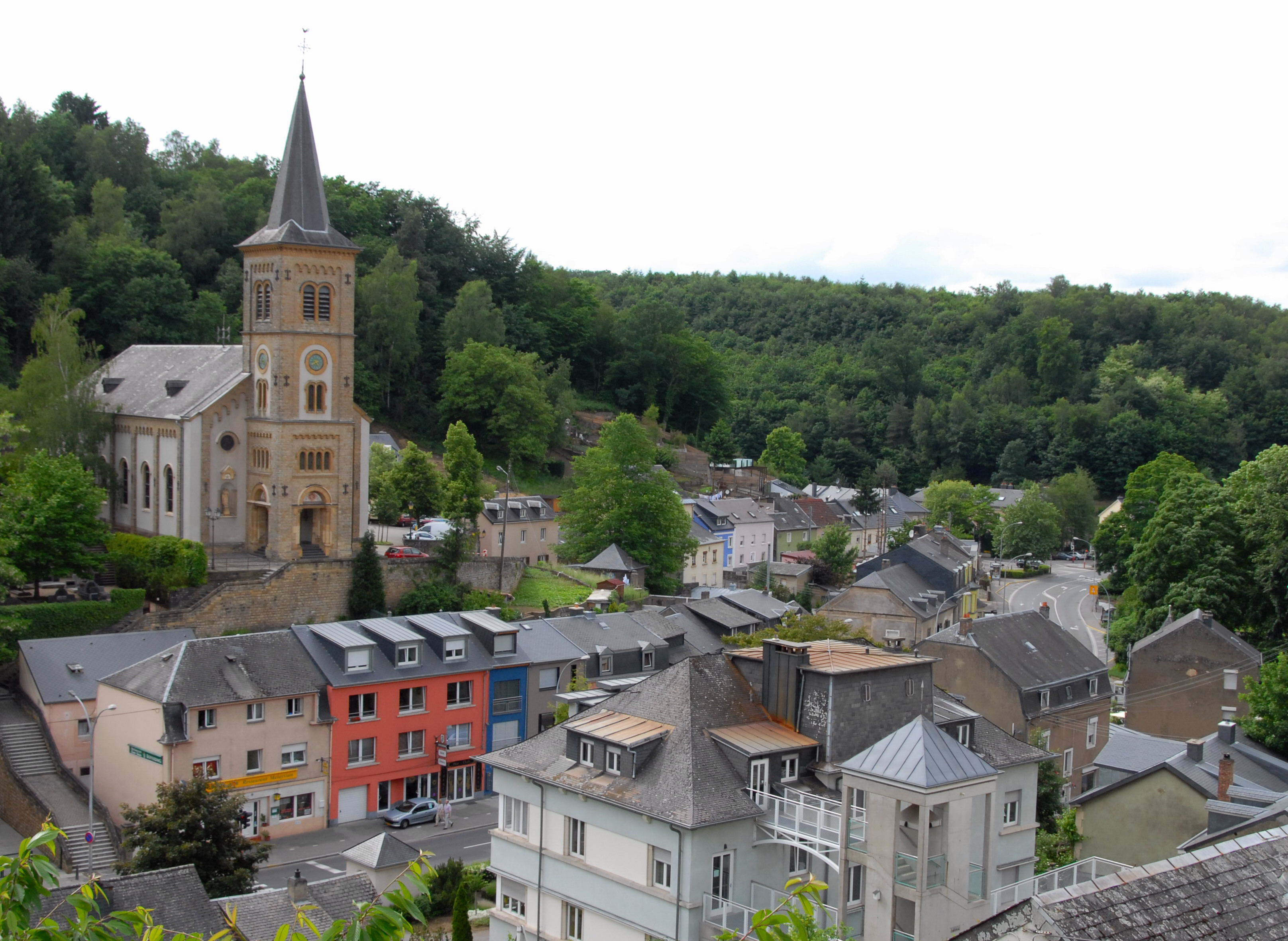
Zicht op Rollingergrund (2008)
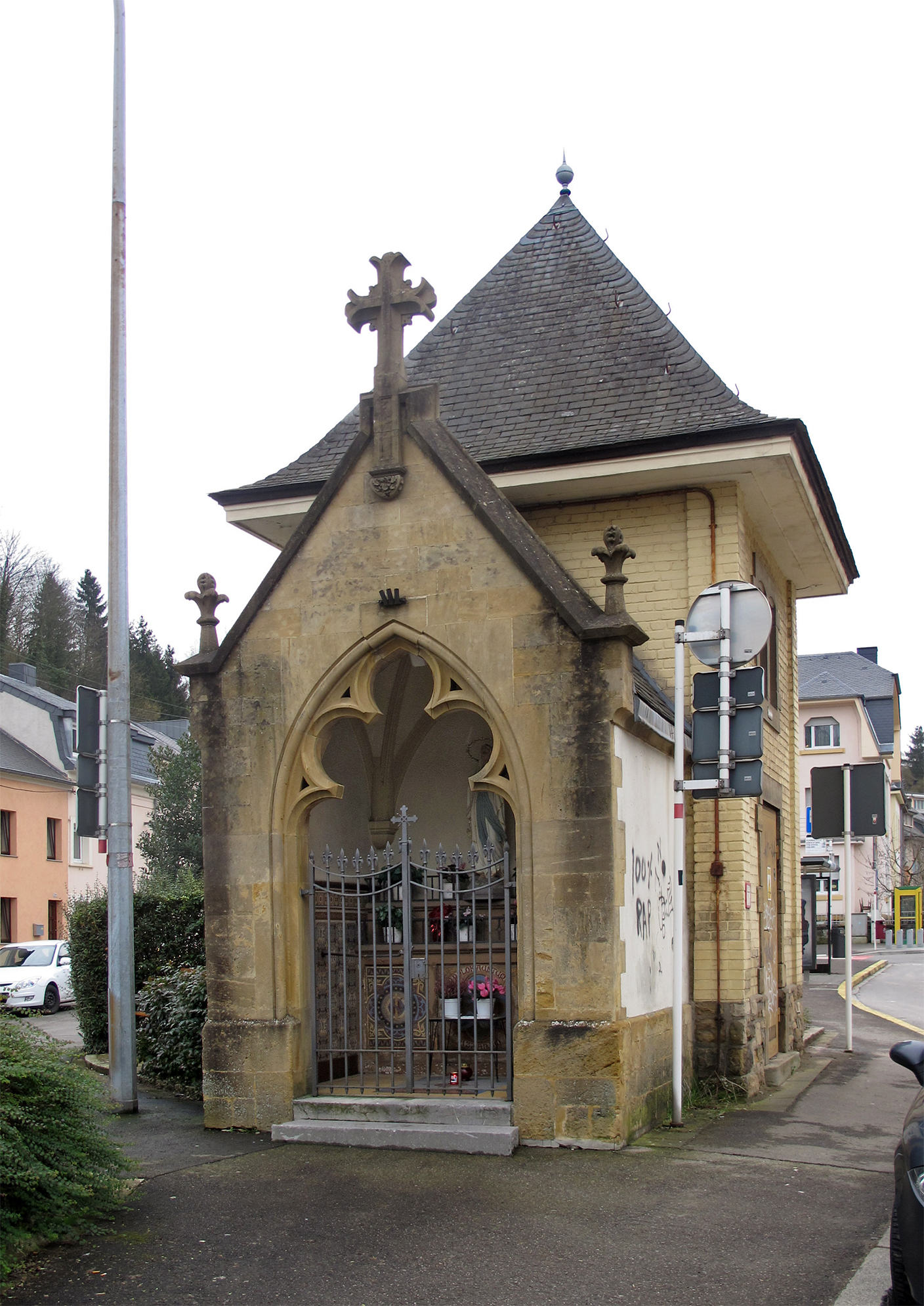
Wegkapel
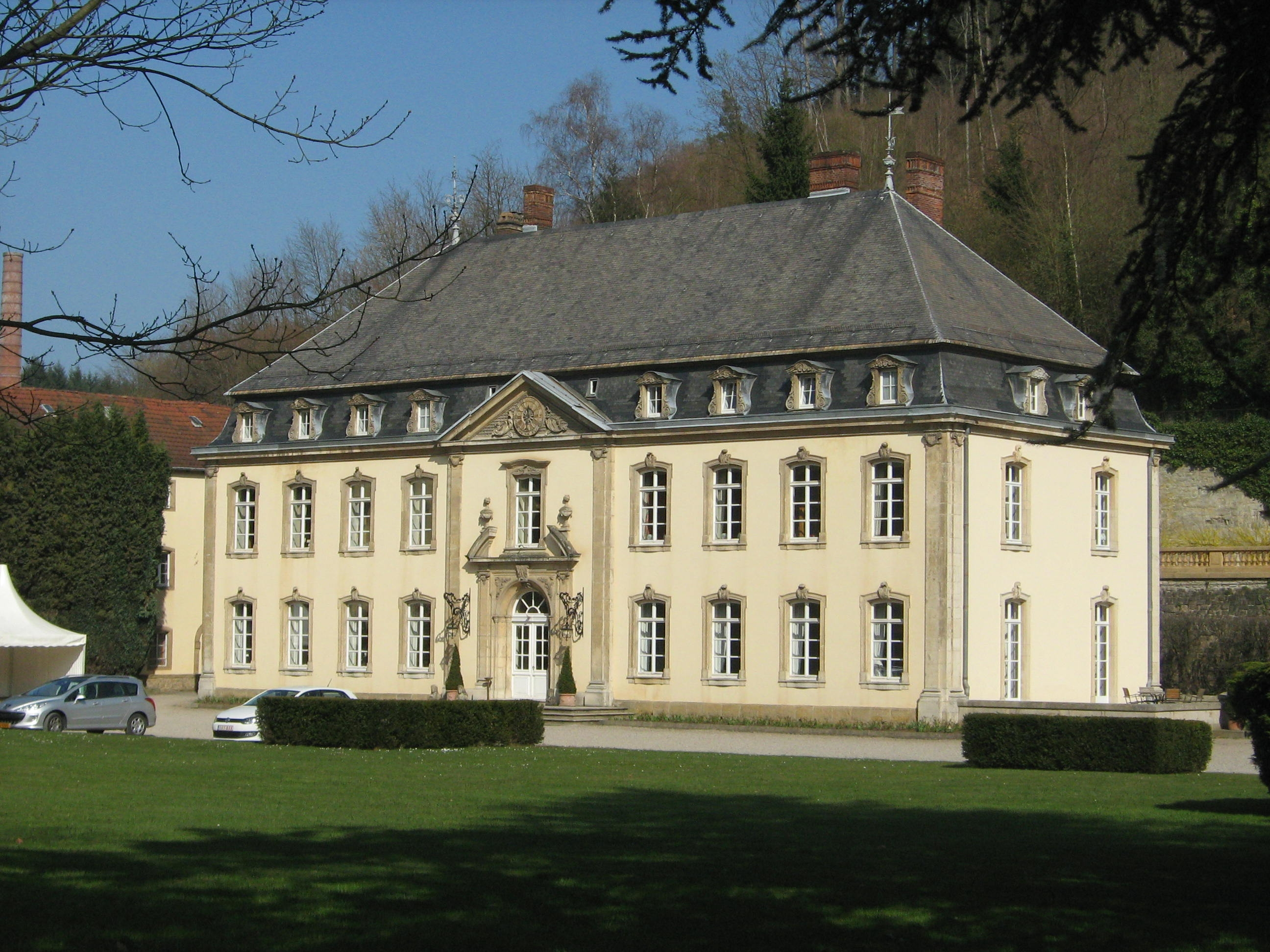
Kasteel Septfontaines